# Драмрајт (Оклахома)
Драмрајт (енгл. Drumright) град је у америчкој савезној држави Оклахома.

## Демографија
По попису из 2010. године број становника је 2.907, што је 2 (0,1%) становника више него 2000. године.
| Група             | 2000.         | 2010.         |
| Белци             | 2.436 (83,9%) | 2.400 (82,6%) |
| Афроамериканци    | 27 (0,9%)     | 26 (0,9%)     |
| Азијати           | 1 (0,0%)      | 4 (0,1%)      |
| Хиспаноамериканци | 26 (0,9%)     | 54 (1,9%)     |
| Укупно            | 2.905         | 2.907         |